# ANEK Lines
ANEK LINES je grški ladjar, ki operira s potniškimi trajekti v Jadranskem in Mediteranskem morju. Podjetje je leta 1967 ustanovilo večje število delničarjev s Krete.

## Trenutna flota
| Ime ladje       | Zastava | Leto izgradnje | IMO     | Klicno ime | Tonaža   | Dolžina | Širina | Število potnikov | Število vozil | Hitrost (v vozlih) | Slika |
| --------------- | ------- | -------------- | ------- | ---------- | -------- | ------- | ------ | ---------------- | ------------- | ------------------ | ----- |
| Kriti I         | Grčija  | 1979           | 7814046 | SZRD       | 27239 GT | 192 m   | 27 m   | 1494             | 650           | 22                 |       |
| Kriti II        | Grčija  | 1979           | 7814058 | SZQW       | 27239 GT | 192 m   | 29,4 m | 1500             | 719           | 23                 |       |
| Elyros          | Grčija  | 1998           | 9178599 | SVOM       | 38261 GT | 192 m   | 27 m   | 1874             | 620           | 24                 |       |
| Hellenic Spirit | Grčija  | 2001           | 9216030 | SYOA       | 32694 GT | 204 m   | 25,8 m | 1850             | 670           | 30                 |       |
| Prevelis        | Grčija  | 1980           | 8020927 | SYDL       | 15354 GT | 142,5 m | 23,5 m | 991              | 310           | 19                 |       |
| Forza           | Italija | 2010           | 9458523 | IBWU       | 25518 GT | 199 m   | 26,6 m | 1000             | 700           | 24                 |       |

## Prejšnje ladje
| Ime ladje        | Zastava | Leto izgradnje | IMO     | Klicno ime | Tonaža    | Dolžina | Širina | Število potnikov | Število vozil | Hitrost (v vozlih) | Slika |
| ---------------- | ------- | -------------- | ------- | ---------- | --------- | ------- | ------ | ---------------- | ------------- | ------------------ | ----- |
| Lato             | Grčija  | 1975           | 7394759 | SZOJ       | 25460 GT  | 174 m   | 24 m   | 1790             | 600           | 22                 |       |
| El.Venizelos     | Grčija  | 1984           | 7907673 | SWWZ       | 58661 GT  | 205,5 m | 32,5 m | 3500             | 850           | 21                 |       |
| Sophocles V.     | Grčija  | 1991           | 8916607 | SWBZ       | 29991 GT  | 192 m   | 27 m   | 1500             | 703           | 25                 |       |
| Lefka Ori        | Grčija  | 1992           | 9035876 | SWDA       | 29992 GT  | 192 m   | 27 m   | 1500             | 703           | 25                 |       |
| Olympic Champion | Grčija  | 2000           | 9216028 | SYWD       | 32694 GT  | 204 m   | 25,8 m | 1850             | 670           | 30                 |       |
| Norman Atlantic  | Italija | 2009           | 9435466 | IBUM       | 26,904 GT | 186 m   | 26 m   | 850              | 200           | 24                 |       |

## ANEK-Superfast
ANEK-Superfast je sodelovanje družbe ANEK Lines in Superfast Ferries. 

## Plovne linije
- Notranje grške poti
  - Pirej–Chania  (Kriti II – Elyros)
  - Pirej–Heraklion (Kriti I)
  - Pirej–Milos–Santorini–Kasos–Karpatos–Čalki–Rodos (Prevelis)
  - Pirej–Milos–Santorini–Anafi–Heraklion–Sitia–Kasos–Karpatos–Rodos (Prevelis)

- Grčija-Italija
  - Patras – Igoumenitsa – Ancona  (Hellenic Spirit)
  - Patras – Igoumenitsa – Benetke (Norman Atlantic – Forza)